# Le Banquet de Cléopâtre (Tiepolo, Melbourne)
Pour les articles homonymes, voir Le Banquet de Cléopâtre.
Le Banquet de Cléopâtre est un tableau réalisé par le peintre italien Giambattista Tiepolo en 1743-1744. Cette huile sur toile est une peinture d'histoire qui représente un banquet donné par Cléopâtre VII pour Marc Antoine. Léguée en 1933, l'œuvre est conservée au musée national du Victoria, à Melbourne, en Australie.
Le musée Cognacq-Jay à Paris en conserve un modello de 76,5 × 90 cm datant de 1742-1743.

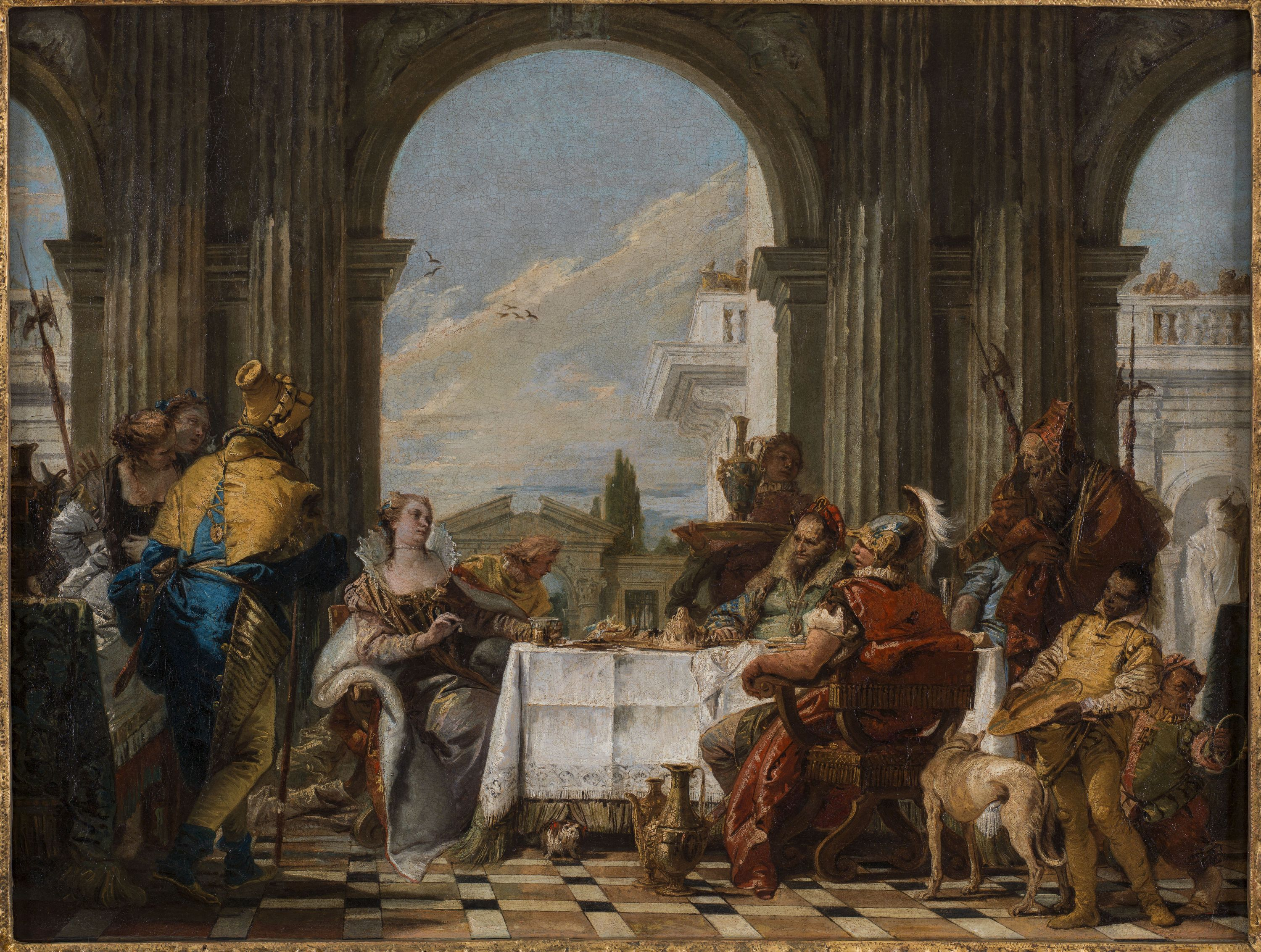
Le Banquet de Cléopâtre, musée Cognacq-Jay, Paris.